# Cmentarz komunalny w Brodnicy
Cmentarz komunalny w Brodnicy – cmentarz ekumeniczny z drugiej połowy lat 90. XX wieku, położony w Brodnicy u zbiegu ul. gen. Stanisława Maczka i Alei Józefa Piłsudskiego.

## Historia
Cmentarz komunalny w Brodnicy założono w 1999 roku. Jest to druga co do wielkości działająca w mieście nekropolia po cmentarzu parafialnym, z którym w niedalekiej odległości sąsiaduje. Cmentarz podlega pod Miasto Brodnicę, a zarząd w jego imieniu sprawuje Przedsiębiorstwo Gospodarki Komunalnej Sp. z o.o. (spółka miejska).
W styczniu 2015 roku na cmentarzu komunalnym została pochowana tysięczna osoba, był to mężczyzna w wieku 70 lat. Do tego czasu
nekropolia stała się miejscem spoczynku 337 kobiet, 625 mężczyzn, 33 dzieci i 5 osób niezidentyfikowanej tożsamości.